# Lechaschau
Lechaschau é um município da Áustria, situado no distrito de Reutte, no estado do Tirol. Tem 6,11 km² de área e sua população em 2019 foi estimada em 2.132 habitantes.